# Ilha Aniwa
A Ilha Aniwa é uma pequena ilha situada na província de Tafea , Vanuatu. Sua População é de 500 habitantes divididas em 5 aldeias, fica cerca de 42m acima do nível do mar.
A próxima grande ilha é Tanna, cerca de 24 km ao sudoeste.

## Aldeias
1. Itamotou
2. Imalé
3. Isavaï
4. Ikaokao
5. Namsafoura

A aldeia principal é Isavaï, localizado na costa oeste.
Há uma pista de aviação no norte com voos de ligação a Port Vila, uma vez por semana.